# Jake Angeli
Jake Angeli (nacido como Jacob Anthony Angeli Chansley; Phoenix, Arizona, 1988), también conocido como QAnon Shaman o Q-Shaman, es un activista de extrema derecha y teórico de la conspiración estadounidense, conocido por su participación en el asalto al Capitolio de los Estados Unidos el 6 de enero de 2021. Destacó por la vestimenta con piel de bisonte que llevaba puesta durante el asalto, captando la atención de la prensa y el público internacional. Angeli es simpatizante de Donald Trump y partidario de QAnon.
El 8 de enero, comunicó a una estación de noticias de Arizona que "no estaba preocupado" por los posibles cargos legales. Un día después, el 9 de enero, fue arrestado por cargos federales de "entrar o permanecer a sabiendas en cualquier edificio o terreno restringido sin autoridad legal, y con entrada violenta y conducta desordenada en los terrenos del Capitolio". El 17 de noviembre de 2021 fue condenado a 41 meses de prisión por su participación en el asalto al Capitolio.

## Biografía
Asistió al Moon Valley High School y al Glendale Community College, dónde realizó cursos de psicología, filosofía, religión y cerámica.
Tiene varios tatuajes, incluido uno de un valknut nórdico. Antes de su actividad política, Angeli dice que trabajó como actor y locutor. Chansley se alistó en la Armada de los Estados Unidos el 26 de septiembre de 2005. Después de un campamento de entrenamiento y entrenamiento como empleado de suministros, fue asignado al portaaviones Kitty Hawk en marzo de 2006. En algún momento, se negó a vacunarse contra el ántrax y fue programado para su destitución de la Marina. El 29 de septiembre de 2007, fue enviado a una Unidad de Personal Transitorio en Puget Sound en el estado de Washington, y fue procesado fuera de la Marina el 11 de octubre. Después de dos años y 15 días en uniforme, su tarifa final fue Storekeeper Seaman Apprentice, un escalón por encima de un recluta.
Angeli dice que antes de su actividad política trabajó como actor y locutor, y mantuvo un perfil en el sitio web Backstage. Angeli ha autoeditado dos libros: Will & Power: Inside the Living Library (Volumen 1), publicado en 2017 con el seudónimo de Loan Wolf; y One Mind at a Time: A Deep State of Illusion, publicado en 2020 con el nombre de Jacob Angeli. Produjo y narró 11 videos que defendían varias teorías de conspiración y los subió a la plataforma Rumble a fines de 2020.
Angeli ha manifestado su creencia de que los televisores y las radios emiten "frecuencias muy específicas que son inaudibles" y "afectan las ondas cerebrales de su cerebro". Angeli también afirmó su creencia en la conspiración de Bilderberg y su creencia de que los masones diseñaron Washington D. C., de acuerdo con "líneas ley" que amplifican el campo magnético de la Tierra. Al reflexionar sobre el asalto al Capitolio, Angeli dijo que "Lo que hicimos el 6 de enero en muchos sentidos fue una evolución en la conciencia, porque mientras marchamos por la calle a lo largo de estas líneas ley, gritando 'USA' o gritando cosas como 'libertad' ... en realidad estábamos afectando el reino cuántico". Cuando se le preguntó sobre las opiniones de su hijo en 2021, Martha Chansley le dijo a ABC15 Arizona que "se necesita mucho coraje para ser un patriota".

## Protestas
Angeli apoya a Donald Trump, tiene seguidores en las redes sociales y asiste a mítines de apoyo a QAnon, principalmente en Phoenix (Arizona) y sus alrededores.
En 2019 comenzó a organizar protestas de activismo climático, liderando marchas en solidaridad con el medio ambiente en Arizona. Se informó que era un practicante chamánico.
Antes de asistir a mítines de extrema derecha, Angeli se hizo conocido en 2019 por protestar con frecuencia frente al Capitolio de Arizona, defendiendo varias teorías de conspiración. Luego comenzó a usar su distintivo sombrero de piel y pintura facial, y asistió a mítines más poblados para llamar la atención; le dijo a The Arizona Republic a principios de 2020 que quería hacerse notar para que la gente comenzara a escucharlo y pudiera hablar sobre QAnon y "otras verdades"; en 2021 llamó a su atuendo "vestido de chamán".
Además de las apariciones en los mítines de Trump, Angeli protestó por los cierres de COVID-19 en Arizona y se centró en desafiar los resultados del recuento de votos de las elecciones presidenciales de 2020 de Arizona; acampó fuera del Palacio de Justicia del Condado de Maricopa durante el recuento de votos en noviembre de 2020, y pronunció un discurso en un mitin el día que Biden anunció su victoria: "¡Esta elección no se ha convocado! ¡No creas esa mentira! Se quedaron atrapados en el tarro de galletas y ¡vamos a la Corte Suprema! Trump siempre parece que va a perder. Y luego gana".
Durante el asalto al Capitolio de los Estados Unidos en 2021, entró en el Senado de los Estados Unidos en el Capitolio, vistiendo su propio atuendo simbólico chamánico, que incluye un tocado de piel de coyote con cuernos de búfalo y pintura de guerra en rojo, blanco y azul. Angeli dijo más tarde sobre el asalto al edificio del Capitolio: "El hecho de que tuviéramos a un grupo de traidores acurrucados en la oficina, se pusieran sus máscaras de gas y se retiraran a su búnker subterráneo, lo considero una victoria". Dijo que la policía inicialmente bloqueó la entrada a la muchedumbre, pero después les permitió entrar, momento en el que accedió al Capitolio. A 8 de enero de 2021, aparece como persona de interés en la base de datos de la Policía de Washington D. C. Al ser entrevistado mientras estaba en búsqueda, Angeli dijo que creía que no hacía nada malo, y le dijo a NBC: "Entré por una puerta abierta, amigo".

## Teorías de conspiración
Tras el motín, circularon rumores entre los teóricos de la conspiración de que Angeli estaba asociado con Antifa y que se había infiltrado en el evento como quinta columnista. En un tuit del 6 de enero desde su cuenta de Twitter, Angeli respondió a las especulaciones hechas por el abogado de la campaña de Trump, Lin Wood: "Sr. Wood. No soy antifa ni blm. Soy un soldado digital y de Qanon. Mi nombre es Jake y marchamos con la policía y luché contra BLM y ANTIFAnin PHX".
Se especuló que estaba en connivencia con el yerno de Nancy Pelosi, Michiel Vos, ya que se vio a Angeli en una foto con Vos fuera del edificio del Capitolio de Estados Unidos. Snopes escribió que Vos es un reportero de RTL, y la imagen es de una historia sobre las protestas que Vos escribió para el programa de noticias holandés RTL Boulevard.
El día después del ataque al Capitolio, Jay Kay, el cantante principal de Jamiroquai, lanzó un video corto en el que les hizo saber a sus fanáticos que él no estaba asociado con la protesta, diciendo "No era mi multitud". Angeli fue apodado "Pseudo Jamiroquai" o simplemente "Jamiroquai" por algunos usuarios de redes sociales y los medios de comunicación, y "Jamiroquai" comenzó a ser tendencia en las plataformas de búsqueda de redes sociales, junto con memes que señalan la similitud visual.

## Petición de indulto
Angeli, por medio de su abogado Albert Watkins, solicitó el indulto al presidente Donald Trump, pero no fue indultado. También manifestó testificar contra Trump en el segundo juicio de destitución de este último.